# Plynovka

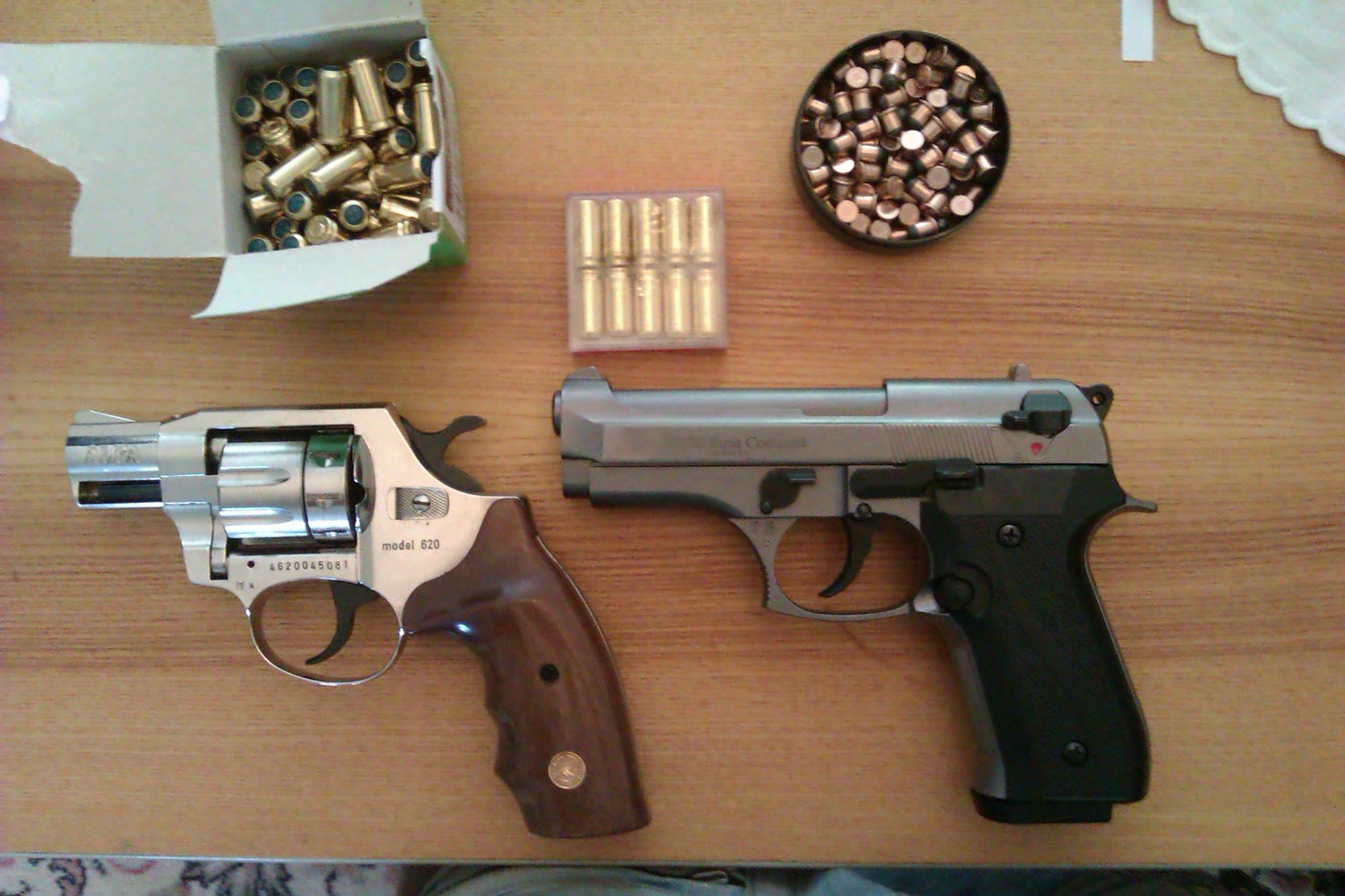
Obrázek plynovky (vpravo) a flobertky (vlevo) včetně příslušného střeliva.

Plynovka je dle české legislativy palná expanzní zbraň podléhající zákonu o zbraních č. 119/2002 Sb.

## Definice
ČSN 39 5002–1 definuje plynovku jako „expanzní zbraň s výšlehovým otvorem v ose hlavně zkonstruovaná výlučně pro použití nábojek, které uvolňují dráždivý plyn a vytvářejí akustický efekt“. 

## Popis
Plynovky jsou zpravidla krátké palné zbraně vyrobené jako repliky skutečných zbraní. Plynovky se nejčastěji vyrábějí jako samonabíjecí pistole či revolvery. Rozměry, hmotnost a ovládací prvky bývají téměř stejné jako u předloh, dle kterých byly plynovky vyrobeny. Nejčastěji kopírovanými předlohami jsou pistole Glock, ČZ-75, Colt 1911, revolvery S&W apod. Plynovky často na první pohled nejsou k rozeznání od jejich reálných předloh.

## Použití
Plynovky se dají použít k několika různým účelům.
- Sebeobrana – plynovky se dají v určité, omezené míře použít k sebeobraně.
- Výcvik v manipulaci se zbraní – vzhledem k tomu, že ovládací prvky, rozměry a režim střelby často odpovídá skutečné zbrani, mohou se plynovky využít k základnímu výcviku bezpečné manipulace se střelnou zbraní, například při přípravě na zkoušky žadatelů o zbrojní průkaz.
- Vystřelování zábavní pyrotechniky – na většinu plynovek je možné připevnit adaptér určený k vystřelování speciální zábavní pyrotechniky.
- Sběratelská činnost – plynovky jsou díky realistickému vzhledu často předmětem sběratelské činnosti. Na jejich držení či skladování se vztahují daleko mírnější podmínky než na držení jejich skutečných předloh. Pořizovací cena je též výrazně nižší.
- Výcvik psů – plynovky se též používají k výcviku loveckých psů, konkrétně k nácviku klidu po výstřelu.
- Filmová a divadelní představení

## Plynovka z pohledu české legislativy
Dle zákona č. 119/2002 Sb. se jedná o expanzní zbraň. Pokud se jedná o dovolené výrobní provedení, pak jsou zařazeny do kategorie C-I. Tyto zbraně může nabývat do vlastnictví, držet a nosit fyzická osoba, která je starší 18 let, je plně svéprávná a má místo pobytu na území České republiky. Nabytí vlastnictví zbraně či převod vlastnictví zbraně je držitel povinen do deseti pracovních dnů ohlásit příslušnému útvaru PČR.
Zbraně uvedené na trh před nabytím účinnosti novely č. 13/2021 Sb. jako zbraně kategorie D zůstávají i nadále zbraněmi kategorie D a tudíž nepodléhají ohlášení.

## Názvosloví
Správný název je plynovka. Nejedná se o slangový výraz, ale o termín stanovený normou ČSN 39 5002 – 1. Mezi novináři, laickou a mnohdy i odbornou veřejností je tendence slovo plynovka nahrazovat slovy plynová zbraň, plynová pistole či plynový revolver. Toto je zcela nesprávné a zavádějící. Plynové zbraně, a tím pádem i plynové pistole a revolvery, jsou z pohledu ČSN 39 5002 – 1 i z pohledu zákona č. 119/2002 Sb zcela odlišnou skupinou zbraní, které nemá s expanzními zbraněmi nic společného.

## Ráže plynovek
Nejpoužívanější ráže jsou 9mm R Knall (9x17 mm R K, 9 mm R K, .380 Knall) pro revolvery a 9 mm PAK (9x22 mm) pro samonabíjecí pistole. Nábojky mohou obsahovat dráždivou látku.

## Kontroverze
Plynovky jsou bohužel často zneužívány k páchání trestné činnosti. Je tomu tak díky jejich realistickému vzhledu, dostupnosti a nízké ceně. I to byl jeden z důvodů, proč byly plynovky novelou č. 13/2021 Sb. účinnou od 30. ledna 2021 přesunuty z kategorie D do kategorie C-I.